# Oier Olazábal
Oier Olazábal Paredes (Irun, 1989. szeptember 14. –) spanyol labdarúgó kapus. 2023-tól az Andorra játékosa.

## Klubcsapatokban
A baszkföldi születésű játékos 18 évesen igazolt a Barcelona akadémiára a Real Uniónból.
2008. január 2-án be is mutatkozhatott a nagycsapatban CD Alcoyano 2-2-es spanyol kupamérkőzésen.
Több mint egy év múlva, május 17-én a bajnokságban is bemutatkozott az RCD Mallorca ellen.
2014. július 11-én az Oier négy évre szóló megállapodást írt alá a Granada CF-el. A következő év augusztus 25-én kölcsönbe a Real Sociedad csapatában szerepelt.
2022. augusztus 17-én a ciprusi első osztályban szereplő Páfosz csapatához szerződött. 2023. augusztus 29-én kétéves szerződést kötött az andorrai Andorra csapatával, amely a spanyol másodosztályban szerepelt.

## Statisztika
| Klub                 | Szezon           | Liga               | Liga  | Liga  | Kupa  | Kupa  | Nemzetközi | Nemzetközi | Egyéb | Egyéb | Összes | Összes |
| Klub                 | Szezon           | Bajnokság          | Mérk. | Gólok | Mérk. | Gólok | Mérk.      | Gólok      | Mérk. | Gólok | Mérk.  | Gólok  |
| -------------------- | ---------------- | ------------------ | ----- | ----- | ----- | ----- | ---------- | ---------- | ----- | ----- | ------ | ------ |
| Barcelona B          | 2007–08          | Tercera División   | 31    | 0     | —     | —     | —          | —          | 4     | 0     | 35     | 0      |
| Barcelona B          | 2008–09          | Segunda División B | 9     | 0     | —     | —     | —          | —          | —     | —     | 9      | 0      |
| Barcelona B          | 2009–10          | Segunda División B | 18    | 0     | —     | —     | —          | —          | —     | —     | 18     | 0      |
| Barcelona B          | 2010–11          | Segunda División   | 15    | 0     | —     | —     | —          | —          | —     | —     | 15     | 0      |
| Barcelona B          | 2011–12          | Segunda División   | 23    | 0     | —     | —     | —          | —          | —     | —     | 23     | 0      |
| Barcelona B          | 2012–13          | Segunda División   | 19    | 0     | —     | —     | —          | —          | —     | —     | 19     | 0      |
| Barcelona B          | Összesen         | Összesen           | 115   | 0     | —     | —     | —          | —          | 4     | 0     | 119    | 0      |
| Barcelona            | 2007–08          | La Liga            | 0     | 0     | 1     | 0     | 0          | 0          | —     | —     | 1      | 0      |
| Barcelona            | 2008–09          | La Liga            | 1     | 0     | 0     | 0     | 0          | 0          | —     | —     | 1      | 0      |
| Barcelona            | 2010–11          | La Liga            | 1     | 0     | 0     | 0     | 0          | 0          | 0     | 0     | 0      | 0      |
| Barcelona            | 2011–12          | La Liga            | 0     | 0     | 0     | 0     | 0          | 0          | 0     | 0     | 0      | 0      |
| Barcelona            | 2012–13          | La Liga            | 0     | 0     | 0     | 0     | 0          | 0          | —     | —     | 0      | 0      |
| Barcelona            | 2013–14          | La Liga            | 0     | 0     | 0     | 0     | 0          | 0          | —     | —     | 0      | 0      |
| Barcelona            | Összesen         | Összesen           | 1     | 0     | 1     | 0     | 0          | 0          | 0     | 0     | 2      | 04     |
| Granada              | 2014–15          | La Liga            | 14    | 0     | 2     | 0     | —          | —          | —     | —     | 16     | 0      |
| Granada              | 2015–16          | La Liga            | 0     | 0     | 0     | 0     | —          | —          | —     | —     | 0      | 0      |
| Granada              | 2016–17          | La Liga            | 0     | 0     | 1     | 0     | —          | —          | —     | —     | 1      | 0      |
| Granada              | Összesen         | Összesen           | 14    | 0     | 3     | 0     | —          | —          | —     | —     | 17     | 0      |
| Real Sociedad (loan) | 2015–16          | La Liga            | 3     | 0     | 2     | 0     | —          | —          | —     | —     | 5      | 0      |
| Levante (loan)       | 2016–17          | Segunda División   | 5     | 0     | 0     | 0     | —          | —          | —     | —     | 5      | 0      |
| Levante              | 2017–18          | La Liga            | 26    | 0     | 1     | 0     | —          | —          | —     | —     | 27     | 0      |
| Levante              | 2017–18          | La Liga            | 21    | 0     | 0     | 0     | —          | —          | —     | —     | 21     | 0      |
| Levante              | Összesen         | Összesen           | 52    | 0     | 1     | 0     | —          | —          | —     | —     | 53     | 0      |
| Karrier összesen     | Karrier összesen | Karrier összesen   | 185   | 0     | 7     | 0     | 0          | 0          | 4     | 0     | 196    | 0      |